# Het verhaal van de tweede dame
Het verhaal van de tweede dame is een verhaal binnen het grotere kaderverhaal uit de verhalencyclus Duizend-en-een-nacht.

## Verhaal
De tweede dame (de poortwachtster) verkreeg na de dood van haar vader en daarna haar echtgenoot een grote som van 90.000 dinar. Op een goede dag wordt zij door een onbekende oude vrouw uitgenodigd op de bruiloft van haar dochter. "Er kwam een oud vrouwtje binnen. Ze had een grauw gezicht, geplukte wenkbrauwen, holle ogen, gebroken tanden, een puistige en korstige huid, tranende ogen, grijs haar en een neus waar snot uit droop." Daar aangekomen blijkt ze onder valse voorwendselen daarheen te zijn gelokt. Haar zoon is in stilte verliefd geworden op de poortwachtster. Diezelfde avond wordt het huwelijk voltrokken.
Als zij eenmaal gehuwd naar de soek gaat om stoffen te kopen, kan zij voor een heel mooi exemplaar alleen betalen met een zoen op de wang. Na aanvankelijke aarzeling (zij had immers haar belofte gedaan), stemt zij toe. De koopman kust haar niet, maar bijt haar in de wang. Thuisgekomen tracht zij de wond voor haar man verborgen te houden. Als dat niet lukt, komt de waarheid boven. Hij wil haar doden, maar na smeekbeden van zijn moeder besluit hij dit toch niet te doen. "Sla haar doormidden en bevrijd me van haar, want haar leven heeft geen waarde meer." Hij geeft haar een enorme zweepslag op haar rug - een verwonding die nooit meer weggaat - en laat haar terug naar haar oude huis brengen.
Na vier maanden ziekbed keert zij terug naar het huis van haar man. Het blijkt een ruïne te zijn geworden. Niemand kon haar vertellen wat er gebeurd was. Hierna vertrok zij naar het huis van haar halfzuster en daar bleven ze. De derde 'dame' of 'zuster' was aanvankelijk slechts hun boodschappen meisjes, maar werd later hun vriendin.

## Plaatsing binnen de verhalencyclus
Het verhaal van de tweede dame is het vijfde subverhaal dat verteld wordt binnen Het verhaal van de sjouwer en de drie vrouwen, dat op zijn beurt binnen het grotere kaderverhaal (Het verhaal van Sjahriaar en zijn broer) uit de verhalencyclus Duizend-en-een-nacht wordt verteld.
Vorig verhaal (op dit verhaalniveau): Het verhaal van de tweede dame.
Zie ook: De verhalenstructuur van Duizend-en-een-nacht.

## Referentie
De voor deze samenvatting gebruikte vertaling en citaten is die van Richard van Leeuwen op basis van de Mahdi-tekst, en houdt de volgorde van de Boelaak-tekst aan.